# Курумов, Алим Салимханович
Алим Салимханович Курумов (1911 — 6 ноября 1974, Махачкала) — кумыкский советский театральный актёр и режиссёр, народный артист РСФСР (1960).

## Биография
Алим Курумов родился в 1911 году, один из четырёх детей в семье. Его мать, Александра Емельяновна, была экономкой у великого писателя Льва Николаевича Толстого в Ясной Поляне, а отец, Салимхан (Залимхан) из Байрам-аула, был сослан туда как кровник и работал конюхом в барской усадьбе. Алим Курумов учился в Горном института в городе Орджоникидзе, где занимался в самодеятельности. Когда он был уже на последнем курсе его талантливую игру отметил директор Кумыкского театра Рагим Рагимов и пригласил в театр..
В 1930 году вошёл в первый выпуск Дагестанского театрального техникума в Махачкале и стал актёром вновь созданного Кумыкского театра. В театре он встретил свою будущую жену актрису Барият Мурадову.
Перевёл на кумыкский язык ряд пьес советской и классической драматургии.
Умер 6 ноября 1974 года.

### Семья
- Жена — актриса Барият Солтанмеджидовна Мурадова (1914—2001), народная артистка СССР.
  - Дочь — актриса Инесса Алимовна Курумова (1936—2015), народная артистка России.
  - Дочь — Белла Алимовна Мурадова (род. 1940), первая в Дагестане женщина-скульптор.

## Награды
- Народный артист Дагестанской АССР.
- Заслуженный артист РСФСР (13.07.1955).
- Народный артист РСФСР (23.04.1960).

## Работы в театре

### Актёр
- «Соседи»» А. Курбанова — Алимурат
- «Айгази» А.-П. Салаватова — Айгази
- «Уллумбий Буйнакский» Г. Рустамова — Уллубий Буйнакский
- «Отелло» Шекспира — Яго
- «Намус» Ширванзаде — Рустам
- «Крепость на Волге» Кремлева — Киров
- «Любовь Асият» А. Курбанова — Темирбек
- «Сулейман из Ашага-Стала» Р. Фатуева — Сулейман Стальский
- «Под деревом» Г. Рустамова, музыка Г. Гасанова — Изамутдин
- «Макар Дубрава» А. Корнейчука — Кондрат
- «Дочь Ганга»» по роману Р. Тагора «Крушение» — «Комола»

### Режиссёр
- 1935 — «Платон Кречет» А. Корнейчука
- 1937 — «Тулпар» Ш. Абдуллаева

## Фильмография
- 1957 — Так рождается песня — Хизри